# Enfant sauvage
« Enfant-loup » redirige ici. Pour le nom donné aux orphelins allemands de l'après-Seconde Guerre mondiale, voir Enfant-loup (Seconde Guerre mondiale).

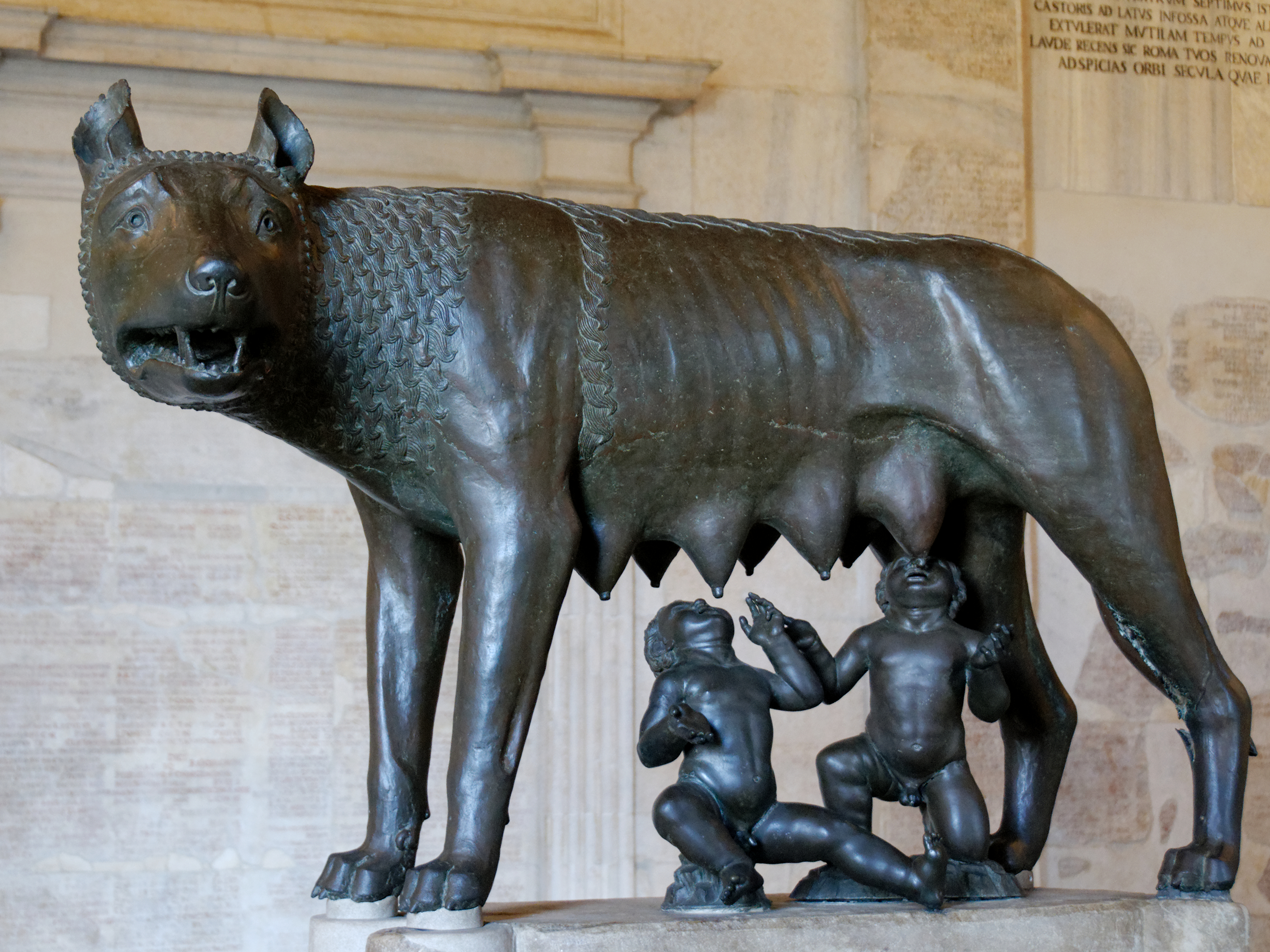
Romulus et Rémus.

L'expression enfant sauvage désigne un enfant ayant grandi hors ou en marge de la société humaine.
Il existe des récits, et aussi des mythes fameux comme celui de Romulus et Rémus, faisant état d'enfants élevés (ou ayant été élevés) par des animaux sauvages. Ces récits évoquent des loups, des ours ou d'autres animaux hostiles, ayant adopté un enfant comme l'un des leurs. Sur un plan purement éthologique, une telle adoption n'est possible que si l'animal adoptant vient de perdre sa propre descendance, manifeste encore l'instinct maternel ou paternel de protection, et vit seul : dans toute autre configuration, l'enfant est une proie à dévorer (pour les compagnons de l'animal adoptant, s'il vit en groupe) ou bien une gêne (cas des herbivores ou omnivores en cas de nécessité de fuir). Sur le plan documentaire, parmi la cinquantaine de cas recensés depuis le XIVe siècle, les plus abondamment discutés par des témoins et des scientifiques, sont au nombre de 5 ou 6. Il existe des histoires, bien plus rares, d'enfants élevés par des herbivores (antilopes en Afrique).
La psychologie s'est intéressée aux cas de ces enfants pour discuter les rapports entre culture et nature (quels apports culturels nécessite un petit d'humain pour devenir un humain ?) et pour discuter la place du déterminisme précoce dans l'ontogénèse. Mais les informations extrêmement fragmentaires sur leur vie antérieure (âge de l'abandon, durée de celui-ci, capacités acquises au moment de l'abandon, réalité de l'adoption par des animaux…) font que les « enfants sauvages » ne constituent pas véritablement des cas permettant de discuter scientifiquement ces questions.
Ils ont souvent été considérés comme des enfants oligophrènes, mais des ébauches de modification de leurs comportements, dans le cadre des techniques de « dressage » qui ont souvent été employées, montrent une certaine reprise de leur évolution sans que des démarches autonomes d'apprentissage se manifestent. Les enfants sauvages ont d'énormes difficultés pour apprendre à parler : cela ne prouve pas qu'ils ont été élevés par des animaux, mais seulement qu'ils n'étaient pas en présence d'humains lors du stade de développement où l'enfant acquiert le langage par écoute, analyse, compréhension et imitation. La seule preuve solide d'une éducation par des animaux serait que le comportement de l'« enfant sauvage » soit en parfaite adéquation avec celui d'une espèce sauvage, dont les représentants le « reconnaîtraient » comme l'un des leurs sans avoir jamais été apprivoisés, mais aucune expérience n'a jamais été faite dans ce sens, alors qu'à l'inverse, le cas d'animaux de diverses espèces élevés et apprivoisés par des humains sont nombreux.

## Sources et origine de l'expression
L'expression « sauvage » apparaît dans le rapport de police de Guiraud et Constant de Saint-Estève relatant la première et la seconde capture du « sauvage de l'Aveyron ».
Les rapports, abondamment discutés et qui ont servi de sources à des livres ou à des films, sont en particulier ceux concernant :
- Victor de l'Aveyron, « enfant sauvage » décrit par Jean Itard (cf. le film de François Truffaut) qui a tenté d'effectuer sa rééducation comme pour un enfant sourd mais échoua à lui apprendre à parler après 5 ans d'enseignement.
- Amala et Kamala, les pseudo « fillettes-louves » décrites par le révérend Singh et le Dr Sarbadhicari qui les ont prises en charge de manière intuitive, sans pouvoir leur apprendre véritablement à parler.

## Légendes et littérature

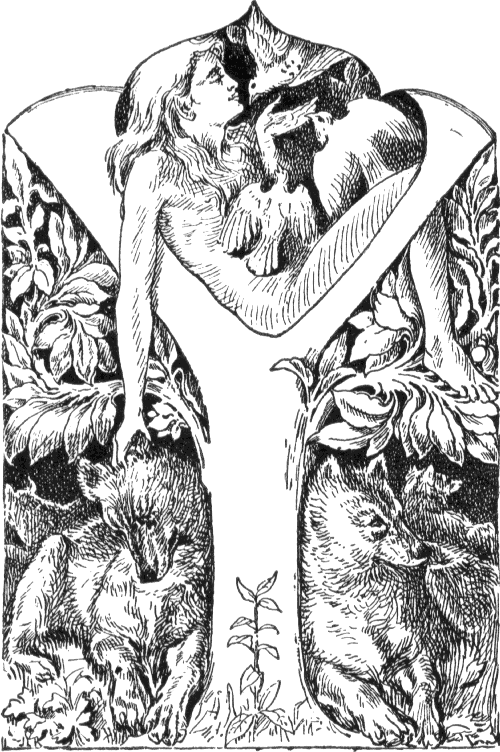
Mowgli

Tite-Live donne du mythe de Romulus et Rémus la version suivante : 

« Une louve perçut des vagissements et se laissa guider vers eux. Pleine de douceur, elle se pencha vers les bébés et leur présenta ses mamelles. Elle les léchait encore quand le chef des troupeaux royaux les découvrit. (On l'appelait, paraît-il, Faustulus.) Il regagna l'étable et confia les enfants à Larentia, son épouse. Selon certains, Larentia se prostituait, d'où le surnom de louve que lui donnaient les bergers. Ce serait le point de départ de la prodigieuse légende. »

Dans la littérature populaire, les exemples les plus connus sont ceux de Mowgli, personnage du Livre de la jungle de Rudyard Kipling, et celui de Tarzan censé avoir été élevé par des singes anthropoïdes.
Dans la mythologie et la littérature, les enfants sauvages sont non seulement dotés de l'intelligence humaine, mais aussi d'une certaine dose d'instinct de survie en milieu naturel : s'intégrer dans la société humaine, est supposé être relativement facile pour eux. Influencés par le mythe du « bon sauvage », des auteurs comme Edgar Rice Burroughs utilisent ces personnages pour se livrer à une critique sociale d'où il ressort que la société humaine est, peut-être, plus « sauvage » que la « loi de la jungle ».

## Exemples d'«enfants sauvages»

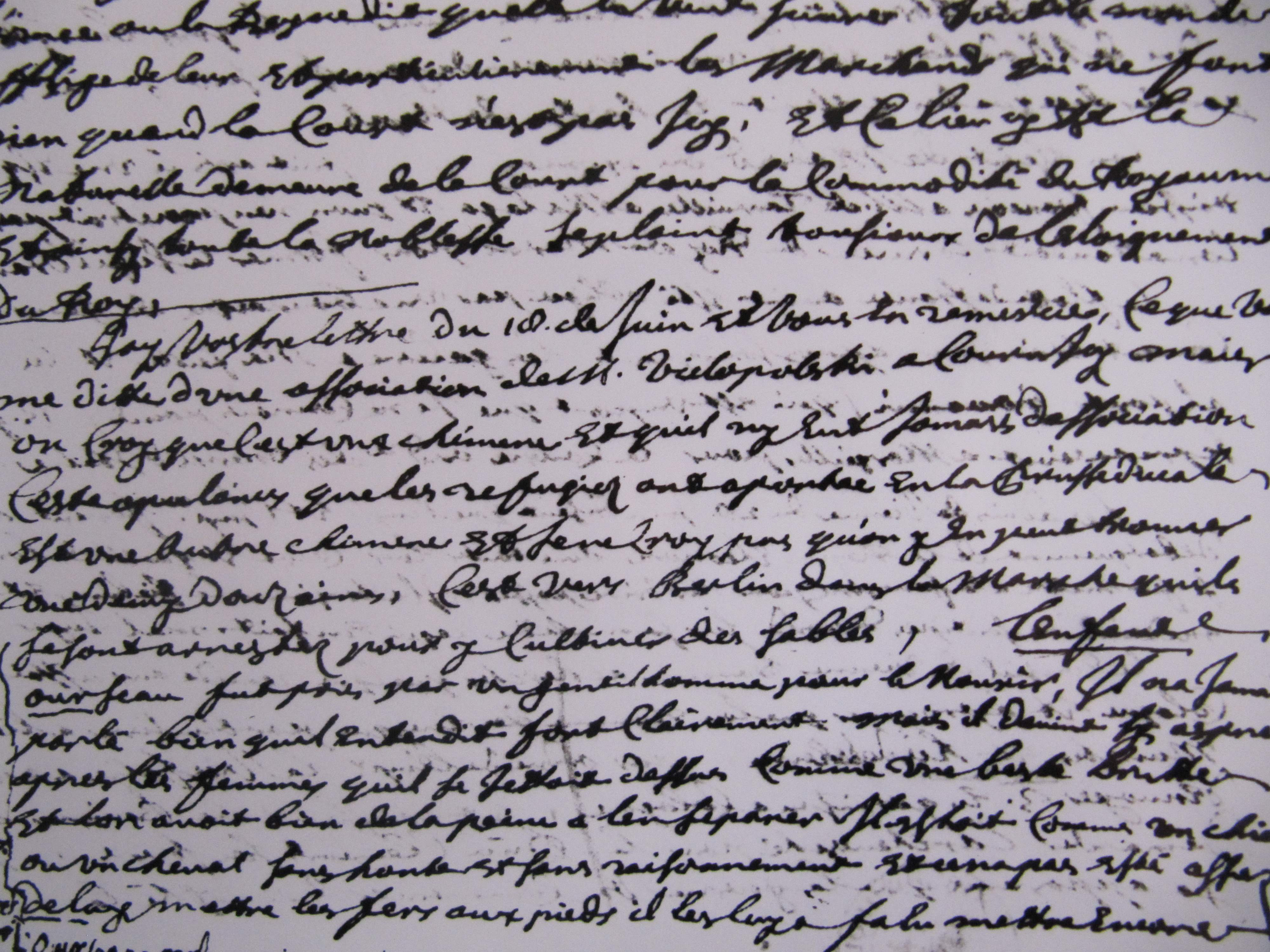
Lettre du secrétaire de la reine de Pologne relative à l'« enfant-ours » Joseph, très probable cas authentique d'enfant sauvage (9 juillet 1688, BNF (Mss.), Français 13022, f° 361v°).

- L'enfant-loup de Hesse en 1344, accueilli à la cour du prince Henri II de Hesse[réf. nécessaire].
- L'« enfant-mouton » d'Irlande (environ 1640) : un enfant très gravement handicapé (polyhandicap congénital) est exhibé dans les foires[5].
- Les « enfants-ours » découverts en 1657, 1663, 1669 et 1694, dans une aire correspondant aux actuels territoires de Pologne, de Lituanie et de Biélorussie[5]. Selon les archives publiées par Serge Aroles[6], notamment la correspondance du secrétaire des deux reines de Pologne successives (1664-1688), il n'y eut qu'un seul cas authentique, découvert au printemps 1663, peut-être en compagnie d'une ourse solitaire[7]. Ce garçon fut baptisé Joseph Ursini. La complexité de cette énigme est multiple, tant biologique (existence de pseudocyesis — grossesse nerveuse — chez la femelle ourse adulte), que morale, historique et théologique, puisque l'on aurait ensuite délibéré de tuer ce garçon[8], acte rarissime dans l'historique des enfants « sauvages ».
- La fille d'Oranienburg (1717)[réf. nécessaire].
- Peter, l'enfant « sauvage » de Hameln (1724) : enfant déficient mental présentant des anomalies congénitales (syndactylie, synéchies linguales) et ayant survécu seulement un an dans la nature[9].
- Marie-Angélique le Blanc (1731), la « fille sauvage » capturée à Songy en Champagne.
- István (1749), l'enfant sauvage de Kapuvár en Hongrie.
- La « fille-ourse » de Krupina, Slovaquie (1767). Selon Serge Aroles, ce cas est inconnu dans les archives de Krupina[réf. nécessaire].
- L'« homme sauvage » des Pyrénées, dans la forêt d'Iraty, dépeint par Paul-Marie Leroy en 1776[10].
- L'adolescent sauvage de Cronstadt (1781)[réf. nécessaire].
- Victor de l'Aveyron (1797), dépeint en 1969 dans le film L'Enfant sauvage de François Truffaut.
- Kaspar Hauser (début du XIXe siècle), dépeint en 1974 dans le film de Werner Herzog L'Énigme de Kaspar Hauser (Jeder für sich und Gott gegen alle) était un enfant séquestré dans un lieu clos.
- Amala et Kamala, les « fillettes-louves », découvertes en 1920 en Inde.
- Marina Chapman aurait vécu durant 5 ans (de 5 à 10 ans) parmi des singes Cebus après son enlèvement puis abandon en forêt colombienne dans les années 1950[11].
- Genie est le surnom donné à une jeune fille de 13 ans, découverte à Los Angeles, États-Unis, le 4 novembre 1970, maltraitée, attachée et enfermée (sans aucun contact) depuis plus de dix ans par son père lui-même handicapé mental.
- Robert Mayanja, un garçon de 3 ans né dans le district de Luwero, a perdu ses parents en 1982, au cours de la guerre civile en Ouganda[12]. Ses parents ont peut-être été tués lors de l'attaque de leur village, situé à environ 80 km de Kampala, par les soldats de Milton Obote. Robert Mayanja a survécu pendant 3 ans, vraisemblablement au sein d'un groupe de singes vervet, jusqu'à sa découverte par des soldats de la National Resistance Army.
- Oxana Malaya, Ukraine, (années 1990) a grandi avec des chiens (et a été traitée comme eux) jusqu'à l'âge de huit ans[réf. nécessaire].
- Saturday Mthiyane (ou Mifune), un garçon d'environ 5 ans, a été découvert en 1987 près du fleuve Tugela dans le KwaZulu-Natal, en Afrique du Sud[13],[14]. Il avait survécu pendant 1 an avec un groupe de singes qui se nourrissaient des déchets aux abords d'un village. Le garçon a été nommé Saturday ("Samedi") d'après le jour où il a été trouvé, et Mthiyane est le nom de la directrice de l'école qui l'a recueilli. Saturday Mthiyane est décédé en 2005, à environ 17 ans, lors d'un incendie.
- Andreï, un garçon de sept ans élevé par un chien de garde dans la région de l'Altaï, a été découvert en juillet 2004[réf. nécessaire].
- Rochom P'ngieng fut trouvée dans une forêt du Cambodge le 19 janvier 2007.
- Lyokha, que l'on a dit, sans preuve, élevé par des loups, a été retrouvé en décembre 2007 en Russie. Pris en charge dans un hôpital de Moscou, il s'est échappé et est soupçonné de vivre de nouveau à l'état sauvage.
- Natacha, une fillette de cinq ans, est retrouvée à Tchita en Sibérie en mai 2009. Elle était enfermée dans une pièce insalubre avec des chats et des chiens : elle se comportait comme un chien, lapait, sautait et aboyait pour communiquer[15].

## Illustrations

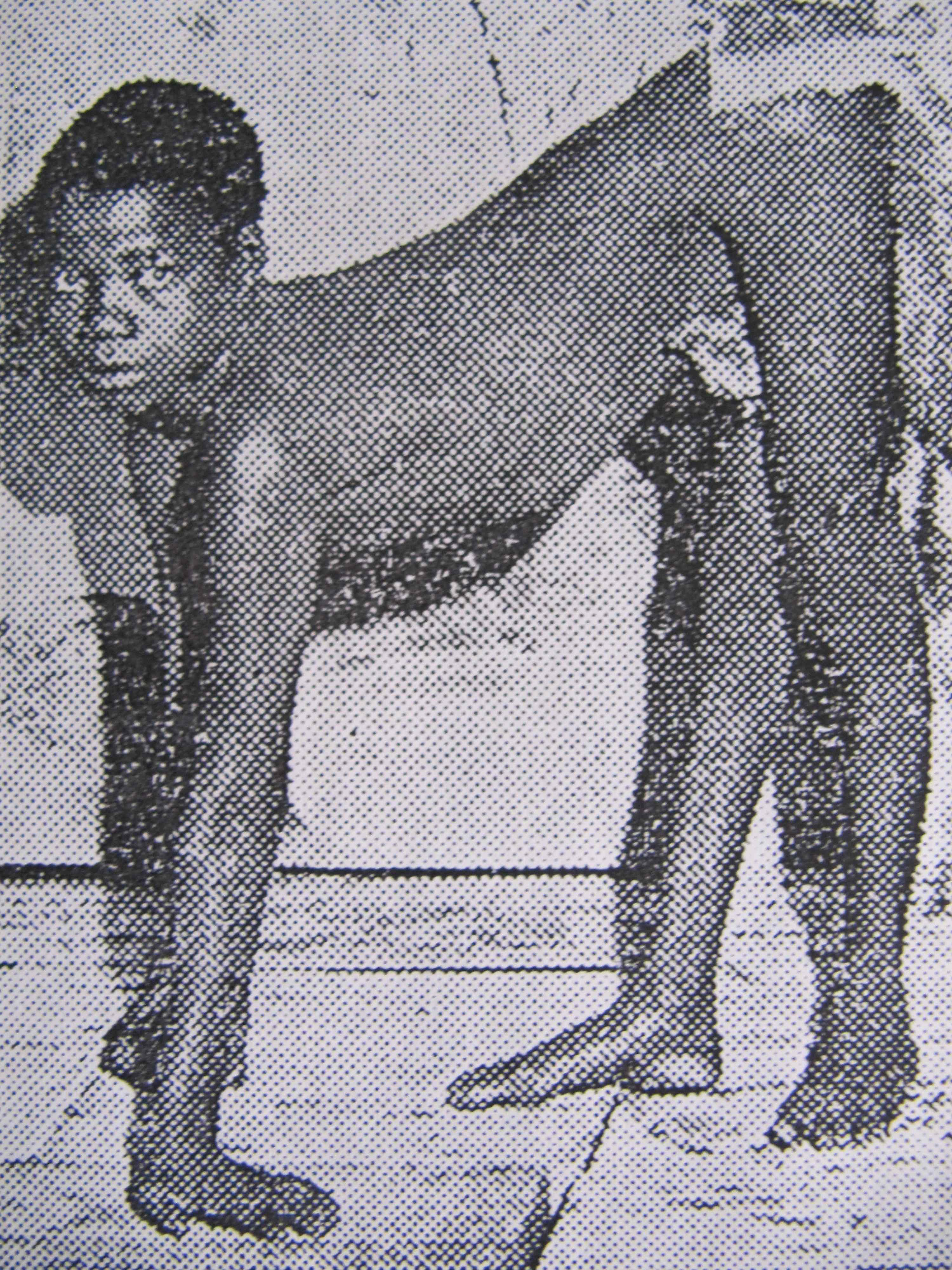
Ndola, enfant prétendument découvert parmi des singes (Afrique du Sud, 1935) : en fait il avait souffert d'une myélite paralysante.
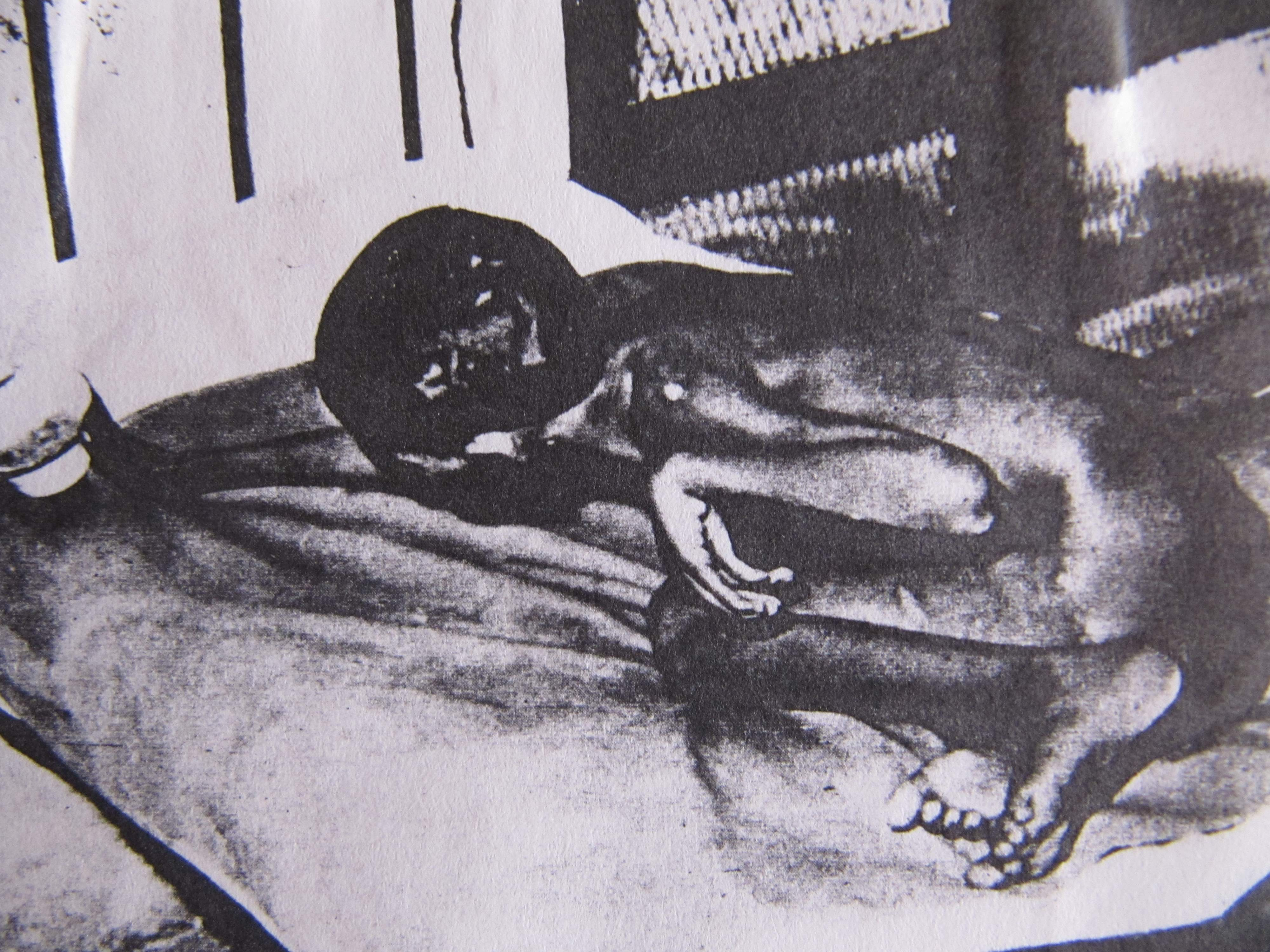
Ramu « enfant-loup » prétendument découvert dans la jungle en Inde : en fait, souffrant d'une sévère hémiplégie, il fut abandonné dans la gare ferroviaire de Lucknow, le 17 janvier 1954
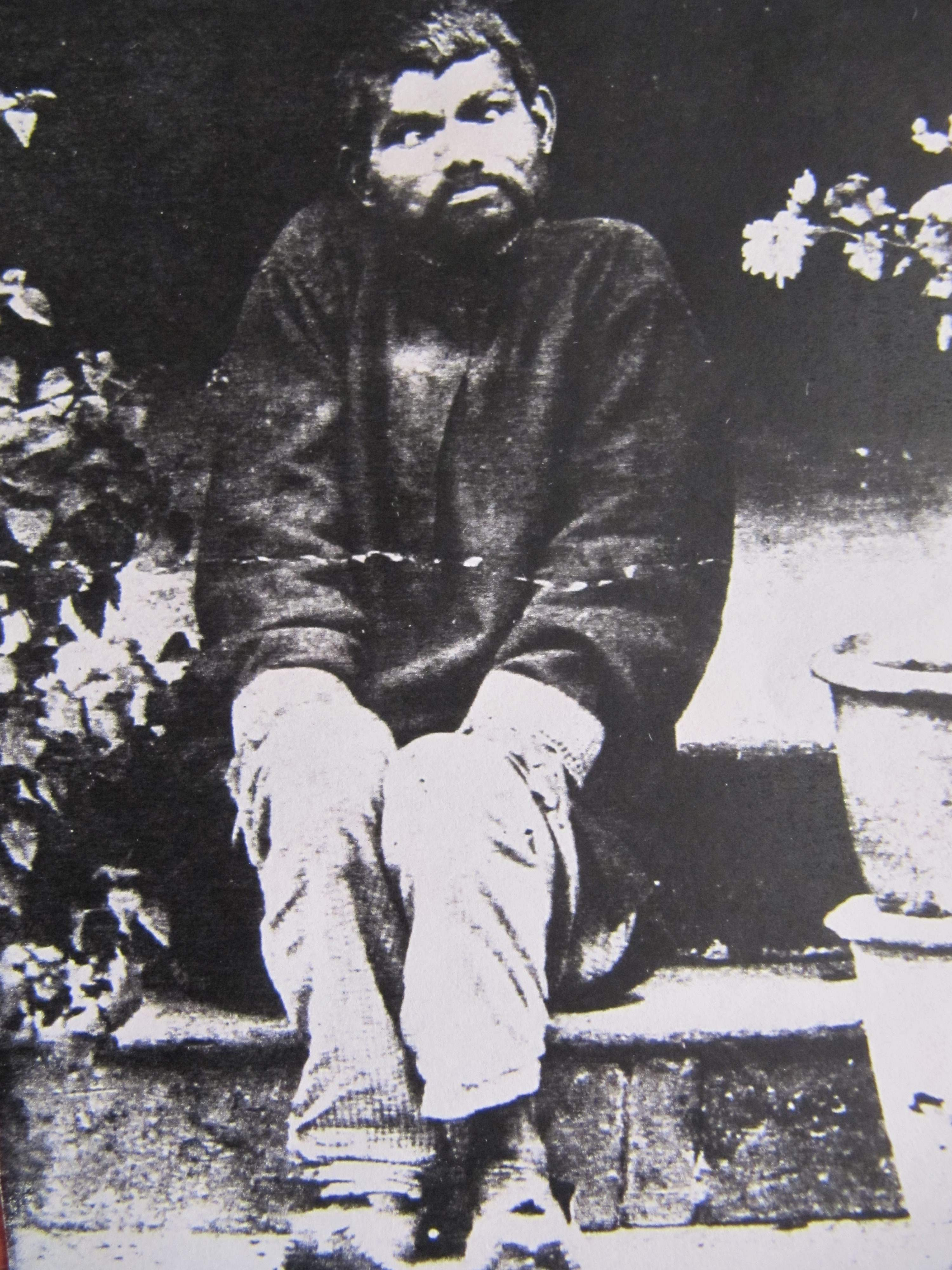
Le célèbre « enfant-loup » Sanichar (Sikandra, Inde, fin 1866)
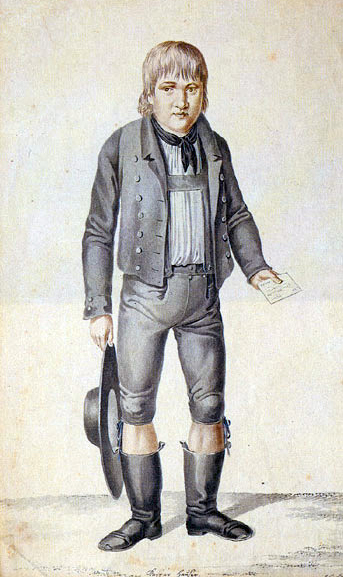
Kaspar Hauser
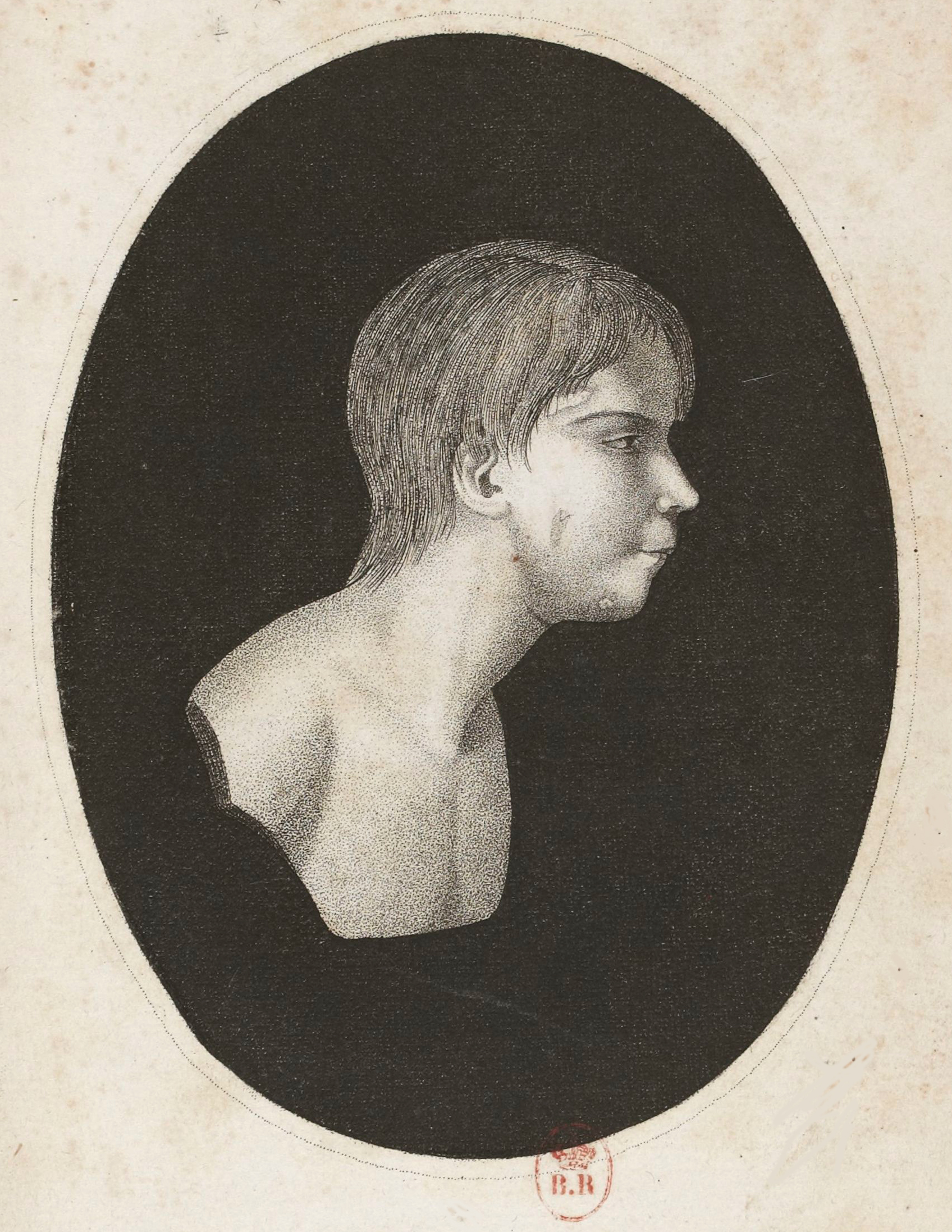
Victor de l'Aveyron

## Cas de supercherie avérée
Misha Defonseca, dans son livre Survivre avec les loups, relate son expérience de petite fille traversant toute l'Europe à la recherche de ses parents, pendant la Seconde Guerre mondiale. L'historien de la déportation Maxime Steinberg et Serge Aroles, médecin, ont mis en question la véracité de ce témoignage inspiré par des faits réels, mais étrangers à l'auteur, et exprimant surtout la misanthropie de cette femme aujourd'hui âgée, qui a perdu confiance en l'humanité et idéalise l'animal. Finalement, la supercherie a été confirmée par l'intéressée elle-même qui a avoué avoir perdu ses parents dans d'autres circonstances que celles décrites, avoir été élevée par son grand-père pendant la guerre et avoir confondu sa souffrance avec celle des Juifs.
Le film Survivre avec les loups (2007), inspiré du livre, a été exploité en salle en tant qu'histoire vraie.

## Critiques
La véracité des cas d'enfants « sauvages » est à réévaluer en fonction des recherches modernes dans les archives menées, des enquêtes sur le terrain, de l'analyse (le plus souvent négligée) des symptômes médicaux de ces « enfants sauvages », de leurs cicatrices, etc. Par exemple selon Serge Aroles, médecin, les cicatrices sur le corps de Victor de l'Aveyron ne sont pas celles d'une vie dans les bois, mais celles d'une maltraitance humaine.[réf. souhaitée]

## Filmographie
- 1946 : La Symphonie pastorale, de Jean Delannoy avec Michèle Morgan.
- 1969 : L'Enfant sauvage, de François Truffaut.
- 1974 : L'Énigme de Kaspar Hauser, de Werner Herzog.
- 1991 : L'Enfant des loups, de Philippe Monnier.
- 1994 : Nell, de Michael Apted interprétée par Jodie Foster, inspiré de la vie de Genie.
- 1997 : Nés parmi les animaux sauvages d'Étienne Verhaegen
- 2001 : Mockingbird Don't Sing (en), inspiré de la vie de Genie.
- 2008 : Survivre avec les loups, de Véra Belmont.
- 2014 : No One's Child (en), de Vuk Ršumović.
- 2019 : Les Enfants de la Mer, de Ayumu Watanabe.

#### En italien
- Anna Ludovico, La scimmia vestita, Roma: Armando 1979
- Anna Ludovico, Anima e corpo. I ragazzi selvaggi alle origini della conoscenza, Roma: Aracne 2006, p. 240 (Genere: gnoseologia, causalita, genere umano)  (ISBN 8854803871)

#### Critique
- Serge Aroles, L'Énigme des enfants-loups : une certitude biologique mais un déni des archives (1304-1954), Paris : Publibook, 2007, 303 p., Sciences humaines  (ISBN 978-2-7483-3909-3)